# Sorbollano
Sorbollano (korziško Surbuddà) je naselje in občina v francoskem departmaju Corse-du-Sud regije - otoka Korzika. Leta 1999 je naselje imelo 69 prebivalcev.

## Geografija
Kraj leži v goratem južnem predelu otoka Korzike znotraj regionalnega naravnega parka Korzike, 33 km severovzhodno od Sartène.

## Uprava
Občina Sorbollano skupaj s sosednjimi občinami Altagène, Aullène, Cargiaca, Loreto-di-Tallano, Mela, Olmiccia, Quenza, Sainte-Lucie-de-Tallano, Serra-di-Scopamène, Zérubia in Zoza sestavlja kanton Tallano-Scopamène s sedežem v Serra-di-Scopamène. Kanton je sestavni del okrožja Sartène.